# Президентские выборы в Перу (1895)
Президентские выборы в Перу проходили в 1895 году. В результате на безальтернативных выборах победу одержал кандидат от Демократической партии Николас де Пьерола. Выборы проходили после гражданской войны в Перу 1894—1895 годов, в ходе которой был свергнут Андрес Авелино Касерес. Они ознаменовали конец периода перуанской истории, известный как Национальная Реконструкция, и начало периода Аристократической Республики.

## Результаты
| Кандидат                            | Партия                              | Голоса | %     |
| ----------------------------------- | ----------------------------------- | ------ | ----- |
| Николас де Пьерола                  | Демократическая партия              | 4 150  | 100 % |
| Действительных бюллетеней           | Действительных бюллетеней           | 4 150  | 96,29 |
| Недействительных/ пустых бюллетеней | Недействительных/ пустых бюллетеней | 160    | 3,71  |
| Всего                               | Всего                               | 4 310  | 100   |
| Источник: Tuesta                    |                                     |        |       |